# Баялінов Касимали
Касимали́ Баялі́нов (15 вересня 1902 — 1979) — киргизький радянський письменник, народний письменник Киргизії (1968).

## Життєпис
Член КПРС з 1925.
Народився в сім'ї кочовика з Іссик-Кульської області.
Закінчив інститут журналістики (1933).
Писати почав 1923. Повість «Аджар» — перший реалістичний твір киргизької прози — присвячена повстанню киргизів (1916). У найкращому творі Баялінова — «На берегах Іссик-Кулю» (1947) — змальовано трудові подвиги колгоспників, утверджується дружба киргизького і українського народів.
Баялінову належать переклади Пушкіна, Лермонтова, Толстого, Горького.
Автор численних публіцистичних статей, нарисів. Твори Баялінова увійшли в хрестоматію і вивчаються в загальноосвітній школі та на гуманітарних факультетах вузів, в наукових установах Киргизстану. За сюжетом Баялінова створена опера «На берегах Іссик-Куля», ряд музичних творів різних жанрів. Твори Баялінова видані російською, азербайджанською, узбецькою, казахською, татарською, молдавською, французькою, англійською, німецькою, чеською та іншими мовами.
Тв.: Рос. перекл. — На берегах Иссык-Куля. М., 1951.